# Kadlu
Dans la mythologie inuit, Kadlu désigne soit une déesse, soit trois sœurs qui dominaient le tonnerre.
L'astéroïde Amor (8709) Kadlu porte son nom.